# 제천시의 명산
청풍명월의 본향인 제천지역은 예로부터 4군산수로 회자하는 산자수려한 기암형승에 명산이 분포하여 탐승객이 즐겨 찾았으며, 오늘날도 4계절 제천 명산을 탐사하는 등산객이 문전성시를 이룬다.

## 위치(位置)
제천시의 지정학적인 위치는 충청북도의 동북부의 산악지대로 동쪽은 단양군, 서쪽은 충주시, 남쪽은 경상북도, 북쪽은 강원특별자치도 영월군과 원주시에 인접한 제천은 2개 도(道), 1개 특별자치도(特別自治道)의 접경지역이다.
- 제천시의 경위도 좌표는 극동 송학면 장곡리 128°20′10″ 37°12′50″, 극서 백운면 덕동리 127°55′25″ 37°13′25″, 극남 덕산면 월악리 128°13′05″ 36°48′35″, 극북 백운면 운학리 127°58′55″ 37°15′20″로 동서간 36.2km, 남북간 49.3km로 면적은 882.99km2로 임야는 74%를 점유한 산악지대이다.[1]

## 지질(地質)
- 제천의 지질구조는 단양에서 옥천으로 연결되는 옥천계(沃川系)는 변성퇴적암으로 백악기 화강암류는 제천-금수산-월악산-속리산-금산에 이르는 구역에 분포한다. 북부 제천지역에 경기기저변성암 복합체에 속하는 변성암이 일부 포함하는데, 송학면 일대에 조선계 화강암과 석회암층의 카르스트형이 발달되었다.

제천의 지형은 중생대 쥐라기 중엽 말에 조성운동으로 형성한 차령산맥은 태백산 오대산에서 분기하여 치악산(1288m)을 거쳐 백운산, 감악산, 용두산, 가창산, 금수산 등은 한강수계와 만나 구릉성 산지로 변하면서 고봉들이 솟았다.

## 수계(水系)
- 제천의 수계는 남한강이 동·서류하는 관류와 그 지류는 청풍호 북부지역에 백운산에서 발원한 원서천과 감악산에서 발원한 용암천, 용두산과 가창산에서 발원한 장평천은 모두 제천천으로 합수하여 청풍호로 유입되며, 장치산과 작성산에서 발원한 고교천, 국사봉과 마미산에서 발원한 장선천은 청풍호로 유입되며, 송학산에서 발원한 오미천·송한천은 서강으로 유입한다. 청풍호 남부지역에 문수봉에서 발원한 성천, 대미산에서 발원한 광천, 월악산에서 발원한 달천이 흘러서 청풍호에 유입된다.
- 태백산의 오대산에서 발단한 차령산맥은 치악산으로 이어지고, 태백산맥의 태백산에 분기한 소백산맥은 죽령과 조령으로 에워싼 가운데 대천(大川)의 남한강이 중부를 관류하면서 사방에 이어진 연봉의 협곡에 하천이 합류하는 산하(山河)는 해발 240m의 분지형으로 약 54%가 표고 300m 이상으로 경사도 15도 미만이 약 71%의 구릉지의 형승으로 명산이 많이 분포하였다.[3][4]
- 치악산에서 뻗은 용두산 자락에 의림지는 호서(湖西)의 발상지로 수원이 풍부하여 삼한시대 제방을 시축하여 농경문화의 발상지로로 발전한 이래 신라 진흥왕 때 악성 우륵(于勒)이 부엽공법으로 대시축하여 관개수리가 지금까지 발전할 수 있었다.[5]
- 제천지역은 예로부터 수운문화가 발달하면서 인적교류와 물적교류가 성황을 이루면서 산을 개척한 고갯길의 많은 지명이 전승한다.

## 고개(嶺)
- 태백산(太白山)은 서쪽으로 소백산(小白山)에 이르러 죽령(竹嶺)의 좁은 길목이 되고, 또 서남쪽으로 도솔산(兜率山), 작성산(鵲城山), 대미령(黛眉嶺), 계립령(鷄立嶺)[6]에 이르는 산명에서 안부(鞍部)와 봉우리가 연속선상에서 있으므로 배재할 수 없으며, 제천의 접경지역으로 왕래한 산마루의 고갯길과 연계한다.

## 고문서에 수록한 명산
- 제천군 지역에 명산(名山)과 준령(峻嶺)은 용두산(龍頭山), 대덕산(大德山), 박달산(朴達山), 감암산(紺巖山), 부곡산(釜谷山), 주유산(舟遊山), 두모곡산(豆毛谷山), 가질문산(加叱文山), 말응달산(末應達山), 벌을산(伐乙山), 제비랑산(齊非郎山)[7], 오작산(烏鵲山), 호명산(虎鳴山), 삼조산(三條山), 국사봉(國師峰), 주유산(舟遊山), 백운산(白雲山), 구륵산(九勒山), 관암산(冠岩山), 구학산(九鶴山), 갈문산(葛文山), 배치(拜峙)[8], 사치(斜峙), 직치(稷峙), 여헐치(汝歇峙), 조올치(曺兀峙), 이치(梨峙), 두고산(頭高山), 마산(馬山), 한치(汗峙), 불영대산(佛影臺山), 배치(拜峙), 덕령산(德嶺山)[9], 왕박산(王朴山), 봉왕산(鳳凰山), 구학산(九學山), 자지봉(紫芝峰)[10] 등을 수록했다.

- 청풍군 지역에 명산(名山)과 준령(峻嶺)은 월악(月岳)이요, 신라 때에는 월형산(月兄山)[11] 청풍군의 산은 금병산(錦屛山)과 오현(吾峴)[12], 인지산(因地山), 무암산(茂巖山), 삼방산(三方山), 금곡산(金谷山)[13], 저성산(猪城山)[14], 병풍산(屛風山), 부산(婦山), 성황산(城隍山)[15], 월악산(月岳山), 전산(箭山)[16], 백야산(白夜山), 쌍암산(雙巖山), 취산(鷲山), 가라현(加羅峴)[17], 구담(龜潭), 옥순봉(玉筍峯), 채운봉(彩雲峰)[18], 병산(屛山), 남산(南山), 비봉산(飛鳳山), 금병산(錦屛山), 상악산(上岳山)[19], 금수산(錦繡山), 월악산(月岳山), 대덕산(大德山) 일명 삼방산(三方山), 죽방치(竹方峙), 오현(吾峴), 엄성천(嚴城遷)[20] 등이다.

## 변천(變遷)
- 자연적인 산하(山河)를 인위적으로 의미를 부여한 산 이름은 시대에 따라서 새 이름으로 변천하면서 본래의 이름을 왜곡하는 사례도 있다.
- 제천 지역에 전승하는 산 이름은 음운은 같으나 한자를 상이하게 사용한 경우, 미상인 산명을 토대로 임의로 윤색한 지명이 발견된다.
- 제천은 1914년 청풍군과 충주군의 덕산면 일대를 편입하면서 백두대간의 명산이 증가하고, 1985년 충주댐 수몰로 인하여 표고 145m 이하의 청풍강변 일대 산야는 수몰되면서 본연의 모습을 상실하고, 강북지역의 한수면 부락을 동량면에 이속시키면서 산림지역이 축소되었다. 반면 단양군 어상천면의 자작리가 제천시에 편입한 지역에 석회석 광산으로 채석하면서 본래의 모습을 상실하고 있는 추세이다.
- 충주댐 수몰로 청풍강변에 하곡평야(河谷平野)는 수몰되면서 강안(江岸)에 산세는 호숫가로 변모했다. 북부지역의 봉양, 백운, 송학 등지에 곡저평야(谷底平野)를 이루면서 원형을 보존하고 있지만, 송학면 일대 석회석 광산의 채광으로 인하여 일부분 훼손되었다. 다행히 청풍호반에 화강암이 분포한 월악산과 금수산 일대 국립공원은 자연의 원형을 보존하고 있다.

## 현황(現況)
- 차령산맥이 치악산에서 분기하여 제천으로 뻗친 감악산(885.9m)에서 서향으로 강원도 신림과 경계에 천삼산(818.4m)의 남사면에 계곡을 형성하였다.
- 제천과 원주로 통하는 역로가 있었던 횡치(橫峙, 비끼재)에서 광암천은 탁사정으로 흐르면서 봉황산(510.3m)의 봉우리를 이루면서 주포리와 장평리로 넘어가는 복해현(伏蟹峴)은 지금의 주포고개(255m)이다.
- 감악산에서 남동쪽으로 약 2.9km 지점에 석기암(905.7m)에서 남사면의 고갯마루에 피재(稷峙, 532m)에서 남사면으로 까치봉(624.3m)이 솟았다.
- 석기암에서 동남쪽으로 약 4.3km 지점에 용두산(871m)은 제천의 진산으로 정남쪽을 향하여 조망하면 원거리에 월악산이 보이며, 가깝게는 의림지 주변에 우륵봉(424.5m), 신털이봉(345m)과 청전뜰에 절미산(322.1m), 독송정(271.8m), 연소봉(286m), 성봉(280.8m), 요미봉(287m)과 도심지에 자미봉(274m), 아후봉(266m), 남산(276m), 마산(325.7m), 독순봉(310.4m), 벌을산(283m), 응봉(404m) 등이 분포하였다.
- 송학면에서 제천시내로 들어오는 길목에 배재(275m), 사국산(384.7m), 흑석동에서 장락동으로 오는 두고산(307m) 등은 도심에 소재한 작은 봉우리이다.
- 용두산에서 북동쪽으로 약 4.5km의 청룡산을 향하는 중도에 여헐치(400m)와 미고개(340m)를 넘어서며 동쪽으로 영월군 주천의 접경으로 제천시내버스가 운행한다.
- 청룡산에서 남동쪽으로 약 2.5km 지점에 송학산(819.1m)은 본래 대덕산이 변경한 것으로 송학면이 되었다.
- 송학산에서 동북동쪽으로 사기현(320m)을 지나 객미산(客味山)이 변천한 솔미산(380m)은 영월의 서강이 인접한 강안(江岸)에 야산으로 시원하게 트였다.
- 솔미산에서 남동쪽으로 흐르는 서강변에 단종애사가 깃든 관란정을 굽이쳐 흐르는 강물과 태백선을 바라보며 남남서쪽으로 회절하여 영월로 가는 유현(320m)에 이른다.
- 유현에서 정남쪽으로 약 1.3km 지점에 이현(420m)에서 영월을 향하면서 숨을 돌렸다가 서쪽으로 약 1.9km 지점에 무등산(619.5m)에 올라가 남서쪽으로 1.4km 지점에 왕박산(587.5m)으로 향한다.
- 왕박산에서 남쪽으로 약 0.85km 지점에 일제가 쇠말뚝을 박았다는 조올치(450m)에 이르러 영월에서 제천으로 왕래한 고개에 성황당터에 기와조각이 발견되었다.[21]
- 조올치에서 남동쪽으로 약 3.7km 지점에 오작산(烏鵲山)이 변천한 가창산(810m)은 석회석 광산의 채석장으로 훼손하여 자연미를 상실했다.
- 가창산에서 동쪽은 제천, 단양, 영월의 접경지역으로 3개 시군이 문화가 상존한 곳이다.
- 가창산에서 남쪽으로 약 1.9km 지점에 가마솥에서 유래한 부곡산(545m)에 이르러 서쪽으로 장재동(藏財洞)이 변천한 장치미못은 가창산과 부곡산에서 발원한 냇물을 막은 저수지가 넘쳐 흘러 서쪽으로 장평천에 흘러든다.
- 신라의 화랑이 산자수려한 장치미에서 수련한 지명이 전승한 오지였으나 단양-제천간 도로의 개설로 접근성이 편리하다.
- 부곡산에서 남쪽으로 약 3.2km 지점에 갑산(776.7m)은 중간에 중치(500m)와 갑산재를 넘어야 한다.
- 갑산에서 서쪽으로 회절하여 약 3.3km 지점에 호명산(776.7m)에 이르면서 군부대가 소재하여 삼엄한 곳으로 민간인의 접근을 제한하는 단양군 김산리를 사이에 두고 있다.
- 제천의 지형은 용두산을 중심으로 동서쪽으로 넓은데 비하여 금수산과 청풍호가 있는 곳은 허리처럼 잘록하고 최남단 문경과 충주의 접경의 폭은 균형감이 있어 보이지만 북단에 비하여 협소하여 마치 호랑이가 남쪽에 서서 북쪽으로 향하여 포효하는 형상으로 호명산(虎鳴山)의 지명이 예사롭지 않다.
- 호명산에서 중앙선 철도를 건너 남서쪽으로 약 3.8km 지점에 단양의 접경에 대장산(大壯山)이 변천한 구진산(483m)은 금성면 양화리로 통하는 안현(鞍峴, 350m)을 향하여 표고가 높아서 동쪽으로 단양을 향하여 냇물이 흐르는 반면에 구진산의 북사면은 서쪽에 고교천에 흘러들어 가는 전략적인 지세이다.
- 구진산에서 북북서쪽으로 약 3.4km 지점에 말응달산(末應達山)이 변천한 성산(426.7m)은 토성으로 제천을 수호하는 성곽으로 북북동쪽으로 선녀봉(仙女峰)이 변한 옥녀산(406m)은 높지 않으나 동쪽으로 강제동에 연못을 형성하였다.
- 성산에서 동쪽으로 호명산은 약 4.2km 지점에 소재하고, 서쪽으로 약 3.8km 지점에 제비랑산성이 자리하여 사계(沙溪)를 중심으로 공수(攻守)한 것을 보여준다.
- 성산에서 남서쪽으로 약 2.4km 지점에 한치가 변천한 한티재(300m)는 제천과 청풍간의 경계지점의 관로에 고갯마루로 고대로부터 통행한 도로이다.
- 한티재에서 서북서쪽으로 약 1.6km 지점에 삼조산(490.4m)은 3가지의 분기점으로 북북서쪽으로 제비랑산(502.2m)이 장평천이 가까이 있어 삼거리로 통하는 요새를 수비하는 것을 알 수 있다.
- 삼조산에서 서쪽으로 약 700m 지점에 두모곡산(478m)은 두무실의 지명이 전승한다.
- 차령산맥이 치악산에서 뻗은 백운산(1087.1m)에 웅장한 철탑에서 양쪽으로 가지를 치는데, 남서쪽으로 약 2.7km 지점에 까마귀 머리의 형상인 오두봉(964.6m)에서 남서쪽으로 약 950m 지점의 오두재(710m)에서 북서쪽으로 원주 매지리로 통한다.
- 오두재에서 남서쪽으로 약 1.4km에서 남남동쪽으로 약 1.8km 지점에 불영대산(佛影臺山)이 변천한 십자봉·촉새봉(984.8m)으로 능선이 이어지며, 남동쪽으로 3.7km 지점에 가질문산(加叱文山)과 갈문산(葛文山)이 변천한 삼봉산(909m)이 솟았다.
- 불영대산에서 남쪽으로 약 3.9km 지점의 안부에 경순왕이 미륵산 마애불을 향하여 배례한 배치·배재(490m)는 이치(梨峙)로 와전되기도 하였다.
- 배재에서 동쪽으로 화당리로 약 1.4km 지점에 용마산(380m)을 바라보며, 배재에서 남남서쪽으로 약 1.8km 지점에 옥녀봉(700m)은 원주 귀래, 충주 엄정, 제천 백운의 접경지역이다.
- 옥녀봉에서 동쪽으로 약 1.8km 지점에 비디재(660m), 비디재에서 동쪽으로 약 993m 지점에 강승갱이재(600m), 강승갱이재에서 남동쪽으로 약 2.6km 지점에 공재고개(580m), 공재고개에서 동쪽으로 332m 지점에 오청산(652m)이 우뚝 솟았다.
- 오청산에서 남남동쪽으로 2.6km 지점에 다리재터널을 지나 다릿재(374m)와 말목재(525m)에서 동쪽으로 향하여 원월리에 매봉재(429m)와 매봉(448.4m)이 조망한다.
- 오창산에서 남남동쪽으로 약 5.3km 지점에 천등산은 천정산(天灯山 807.1m)이 변천한 천등산(天登山)은 동쪽으로 주포천과 원서천이 합류하는 제천천을 굽어본다.
- 천등산에서 북동쪽으로 약 6.7km 지점에 박달재가 있으며, 박부산(朴浮山)[22]은 박달산의 오기이다.
- 백운산에서 동쪽을 향하여 돌아서 약 3.9km 지점에 보름가리봉은 북향에 원주 금대리를 향하여 솟은 석봉으로 남사면의 자락에 백운산(845m)과 한해재(725m)가 보인다.
- 보름가리봉에서 남동쪽으로 약 530m 지점에 피맥재에서 잠시 숨을 돌린다.
- 피막재에서 남동쪽으로 1.7km 지점에 구륵산(九勒山)이 변천한 벼락바위봉(937.6m)이 솟았다.
- 구륵산에서 남남동쪽으로 4.9km 지점에 구학에서 운학으로 통하는 402호선 도로의 고갯마루에 구록치(求祿峙)가 변천한 구력재(495m)가 있다.
- 구록치에서 서남서쪽으로 운학천과 덕동천이 합류하고 백운산 오두재와 삼봉산에서 발원한 냇물이 합수머리에 약 4.1km 지점에 구학산(455.2m)이 있다.
- 구학산에서 남쪽으로 약 2.3km 지점에 화산봉(471.5m)에서 동북동쪽으로 약 470m 지점에 관암산(518.5m)에 갓형상의 석봉을 화산봉으로 의인하였다.
- 화산봉에서 서쪽으로 약 472m 지점에 두루봉(332m)의 작은 동산이 화당천을 굽어본다.
- 구력재에서 남서쪽으로 약 375m 지점에 만두재(480m)를 마주한다.
- 구력재에서 남쪽으로 약 2.5km 지점에 구학산은 9마리의 학이 날라가면서 지명이 생성하고, 최고봉에 월영대가 있다.
- 구학산에서 동쪽으로 약 4km 지점에 이르는 능선에 담바위봉은 공작새가 날개를 펼치는 형상의 공작산(孔雀山)[23]이다.
- 구학산에서 남동쪽으로 약 2km 지점에서 마당재(780m)를 지나 남쪽으로 약 1km 지점을 더 가서 주유산이 변천한 주론산(902.7m)에 이른다.
- 주론산에서 남쪽으로 460m 지점에 팔왕재(720m)의 안부에서 동쪽으로 배론성지를 굽어본다.
- 팔왕재에서 남남동쪽으로 약 2.4km 지점에 박달재(450m)는 김취려 장군의 전적지로 박달재터널이 형성되었다.
- 박달재에서 남쪽으로 단군왕검을 상징한 비석을 세운 능선에 박달산(621.3m)에서 남쪽으로 늘앗고개(520m)를 지나서 남쪽으로 약 630m 지점에 시랑산(691m)이 솟았다.
- 박달재에서 동남동쪽으로 약 3.4km 지점에 다랑고개(260m)를 넘고 남동쪽으로 약 2.5km 지점에 덕령산(德嶺山) 덕고개(270m)을 넘어서 남서쪽으로 원고개(260m)에서 약 400m 지점에 승지고개(250m)를 넘어서 삼성고개(250m)를 넘으면 공전리 소시랑으로 통하는 고갯길은 도로를 개설했다.
- 박달산에서 남남동쪽으로 약 2.5km의 남사면에 마두산(417.9m)은 진소천을 굽어본다.
- 마두산에서 북서쪽으로 약 300m 지점에 애련리 한치에서 공전리로 향하는 대치(大峙)에서 원서천 상류 장금대에서 악성 우륵이 신라인 세 제자를 전수시켰다.
- 백운면 애련리 진소천변에 윗자구니재(300m)와 아래자구니재(250m)를 넘어서 동쪽으로 충북선을 따라서 공전 뱀고개(230m)로 통한다.
- 마두산에서 남쪽으로 주포천을 건너 약 2.7km 지점에 대덕산(大德山)은 남쪽으로 표고가 높아지면서 남동쪽으로 1.3km 지점에 마미산(600.8m)에서 남북간에 산기슭을 이루며 국사봉(632.3m)과 연계한다.
- 국사봉에서 북쪽으로 약 3.3km 지점에 자주봉 327.6m, 자주봉에서 북북서쪽으로 향우동산(212.5m)과 북서쪽으로 320m 지점에 옥녀봉(367.1m)의 작은 봉우리가 아담하게 솟았으며, 향우동산에서 동북동쪽으로 약 1.3km 지점에 왕박산(315.8m)이 솟았다.
- 차령산맥은 치악산, 감악산, 용두산, 송학산, 오작산, 말응달산, 삼조산의 지맥은 국사봉(632.3m)에 이르러 북쪽으로 제천은 북사면을 이루고 남쪽으로 청풍은 남사면을 이루며 지류가 흘러서 청풍호에 흘러든다.
- 국사봉에서 서북서쪽으로 약 2.9km 지점에 마미산(600.8m)에서 남사면으로 석회암 동굴의 병산(411m)에 협곡을 이루고, 마미산에서 남쪽으로 1.5km 지점에 월령(月嶺)의 안부에서 능선으로 타고 남서향으로 약 2.7km 지점에 부산(婦山)(780.4m)은 청풍면 부산리의 지명과 면위산(免危山)의 별칭을 얻었다.
- 국사봉에서 발원한 장선천이 남쪽으로 흐르면서 사오리에서 청풍호에 흘러드는 곳에 삼각형의 시루봉(226.1m)의 서측으로 안부에 말고개(145m)로 군사가 이동한 곳이다.
- 충주댐 수몰전에 장선천의 끝자락에 방흥리 뒷산에 삼성산(278.2m)이 호숫가에서 의구한다.
- 부산에서 한 지맥이 남쪽으로 흘러서 청풍면 오산리에 태실을 봉안한 안태봉(215.1m)을 영산으로 섬겼다.
- 국사봉에서 북동쪽으로 약 2km 지점에 자장사(慈裝寺)에서 따온 자장산(509m)에서 남쪽으로 약 900m 지점에 오봉산(470m)은 국사봉과 동서로 마주한다.
- 오봉산에서 남쪽으로 약 2.1km 지점에 전산(箭山)이 변천한 수름산(552.8m)에 살미는 전산소의 고적지로 유안례가 은둔하며 단종애사가 깃든 국사봉(國思峰)이 생성되었다.
- 살미에서 동쪽으로 당고현(當高峴)이 변천한 땅고개(295m)를 넘어 대덕산의 북사면의 석동골로 통행한다.
- 수름산에서 남서쪽으로 약 2.1km 지점에 공치(貢峙)가 변천한 바치재(195m)는 수몰로 인하여 이설도로를 개설한 고갯마루에서 남남서쪽으로 약 530m 지점에 성치산(345.9m)에 석성은 강 건너 양평적석총과 마주하였었다.
- 수름산에서 동남동쪽으로 약 2.3km 지점에 최고봉인 대덕산을 향하는 산줄기는 3가지로 응봉(439m)은 황석의 뒷산이며, 가운데 대등산(478.5m)은 양쪽으로 계곡을 형성하고, 삼방산(三方山)이 변천한 대덕산(569.5m)의 남쪽으로 약 600m 지점에 대덕산성(476m)이 있으며 남사면에 삼방사지가 청풍호를 굽어보며, 대덕산성에서 남서쪽으로 약 1km 지점 산자락의 도로변에 퇴미산(190.7m)이 돌출했다.
- 백운산에서 지맥은 배치, 천정산(天灯山), 정토산(淨土山)은 창천(滄川)에서 서류하여 종당산(宗堂山)[24]에서 마쳤으며, 천정산(天灯山)은 본래 천등산(天燈山)[25]으로 불교와 관련된 산명으로 오늘날 천등산(天登山)을 주산으로 인등산(人登山, 666m), 지등산(地登山, 534.6m)을 천지인(天地人)으로 불린다.
- 정토산(淨土山)은 개천산(開天山)으로 제천천이 흐르는 동량면 하천리에 개천사지의 뒷산에 옥녀봉을 정토산으로 일컬은 것이다.
- 충주댐 수몰전 제천시 한수면 서운리에 주봉산(640.7m)과 취봉(鷲峰)이 변천한 고봉(459m), 취봉치(鷲峰峙)가 변천한 수리재(376m)가 에워싸며, 명오리 산기슭에 수월암(水月菴, 300m)과 죽방현(竹方峴, 150m) 및 배오개현(倍五介峴)이 변천한 배오개재(150m)는 제천에서 충주로 통행한 고갯길로 단절되었다.
- 차령산맥은 제천북부의 감악산, 오작산, 갑산, 장치산의 산맥이 남쪽으로 흘러 청풍호변에서 남동향으로 최고봉을 이루면서 금수산의 서향과 동향으로 사면을 이루고 곁가지를 치면서 계곡을 형성하였다.
- 장치산(場峙山)이 변천한 마당재산(661.2m)에서 남쪽으로 약 600m 지점에 결매령(418.5m)에 중앙고속도로에 제천터널이 동서로 관통하는 고갯마루를 중심으로 금수산과 장치산에서 발원한 냇물은 각기 동서로 나누어 흐르는데, 제천방면으로 서류하는 냇물은 남쪽으로 곡류하면서 청풍호에 들어간다.
- 결매령에서 서쪽으로 약 3km 지점에 당두산(496.9m)은 동쪽으로 단양, 북쪽으로 제천, 남쪽으로 청풍호의 조망권을 가진 망대이다.
- 당두산에서 남서쪽으로 1.2km 지점에 597번 도로변에 인공적으로 조성한 금월봉(189.5m)은 청풍명월의 관문의 역할을 한다.
- 결매령에서 금수산의 초입의 산기슭에 작성산성은 단양에서 청풍강 방면의 진격을 방어한 고대 성곽으로 1907년 의병장 이강년에 왜군에 피체당한 작성산성이 있다.
- 결매령에서 남쪽으로 약 1.4km 지점에 작성산(845.5m)에서 남동쪽으로 약 1km 지점에 조항치(鳥項峙)는 우리말로 새목재(678m)를 넘어  무암계곡을 통하여 경상도에서 세곡을 옮겨와 백제의 청풍토성 일대 북창(北倉)에 적재하여 북진포구에서 수운했었다. 이 지역은 대하천의 하림궁으로 비정하는 곳이다.[26]
- 새목재에서 남남동쪽으로 무암산(茂巖山)에 성고(星皐)가 변천하여 동산(896.2m)으로 불린다.
- 동산으로부터 금수산의 정상부의 구간까지 북사면은 단양, 남사면은 제천의 경계로 삼았다.
- 고대에 자연지리를 이용한 동산에는 견지성(肩支城)[27], 견제성(甄帝城)[28]은 삼국시대에 축성한 백제 7성의 하나로 망대에서 와편이 발견되며, 망대에서 능선상에 중봉(885.6m)에서 서쪽으로 약 650m 지점에 성봉(825m)은 기암석봉으로 북쪽에 무암계곡, 남쪽에 학현계곡이 한 눈에 조망된다.
- 성봉에서 서쪽으로 약 680m 지점에 견제성의 자성(子城, 655m)을 축성한 곳에 화강암반에 별무리를 굼으로 새긴 성고(星皐)의 지명과 부합된다.
- 동산의 남쪽으로 학현리 방면의 산허리에 등산로는 중고개(500m)와 모래고개(450m)가 있으며, 작은동산(545m)에서 분기한 외솔봉(481.6m)과 오음봉(五音峰, 361m)의 석봉이 장관을 이룬다.
- 동산의 성봉에서 정서쪽으로 무암계곡의 능선을 타고 북진리에 이르러 도로의 건설로 지맥이 끊겼으나 청풍호변에 금병산(171.2m)으로 이어진다.
- 작은동산에서 남서쪽으로 약 2.1km 지점에 학현리 입구에 영아치(275m)의 안부에서 남동쪽으로 저성산(333.3m)과 쌍암산(228m)은 동일한 산이름으로 백제 7성의 하나로 비정하는 토석혼축의 성곽에서 서쪽으로 청풍대교 건너 평등산(平登山)을 마주하며, 저성산에서 서북쪽으로 성열성(省熱城)과 마주한다.
- 저성산의 지맥은 남서쪽으로 강변으로 이어져 적석총이 있었으며, 북서쪽으로 교리에도 적석총이 있었다.
- 동산에서 남동쪽으로 2.4km 지점에 학현(鶴峴)은 오늘날 갑오고개(530m)로 불리는 학고개는 단양과 청풍으로 통하는 고갯길은 6·25 전쟁 때 대규모 군사가 이동했었다.
- 학고개에서 남쪽으로 주능선을 따라 약 2.4km 지점에 898봉에 올라 서쪽으로 뻗은 가지능선은 북측으로 학현계곡, 남측은 능강계곡이 조망된다. 898봉에서 서북서쪽으로 약 2.4km 지점에 신선봉(845.3m)은 마치 선학(仙鶴)이 양날개를 펼치고 앉은 듯한 형상이다.
- 신선봉에서 정서쪽으로 약 1.6km 지점에 학봉(714m)은 현학의 석봉에서 서향으로 약 1.3km 지점에 미인봉(596m)의 석봉에 이른다.
- 미인봉에서 서남서향으로 약 850m 지점에 낫가리 형상의 적속봉(積粟峰)이 변천한 조가리봉(579.2m)에서 근거리에 정방사가 있으며 학현리로 통하는 산악마라톤코스의 초입에 이른다.
- 신선봉의 주능선 898봉에서 남쪽으로 금수산의 최고봉에 못미쳐서 969봉까지 1.3km 지점에서 서쪽으로 청풍호를 향하여 우뚝 솟은 망덕봉(926m)은 상천리 동문안의 성안을 한 눈에 조감하면서 원근거리의 가시권역이 광활한 관방유적이 웅거한 삼국시대 백제의 동대성(同大城)으로 비정하는 성곽에서 삼국기 철제화살촉을 수습하였다.[29] 다시 969봉에서 정남쪽으로 360m 지점에 금수산(1,015.8m)은 상악산(上岳山)으로 불린다.
- 금수산(錦繡山)은 단양군 북쪽 20리에 있다.[30]라는 사료에서 퇴계 이황(李滉)이 지어준 금수산은 와전된 것으로 1548년에 단양군수로 부임하기 이전에 중종 25년(1530)에 《신증동국여지승람》을 편찬하고, 김일손(1464-1498)의 이요루(二樂樓) 기문에서 상악산(上岳山)에 연한 금수산(錦繡山)을 기록하였다.
- 금수산은 비단으로 드리운 산세로 청풍호와 원근거리에 북쪽으로 제천, 동쪽으로 단양, 남쪽으로 문경에 백두대간의 산맥과 서쪽으로 충주의 고봉들이 한 손에 잡힐 듯이 조망된다.
- 금수산 최고봉에서 남남동쪽으로 약 665m 지점에 부처형상의 부처댕이봉(833m)에서 남쪽으로 145m 지점의 안부에 서피고개(780m)에서 동쪽으로 단양으로 통한다.
- 서피고개에서 남쪽으로 약 1.1km 지점에 알봉(796m)을 지나 남동쪽으로 약 1.1km 지점에 중계탑(801.5m)에서 남쪽으로 협곡에 옥계가 흐르는 수산면 성리(城里)의 동측으로 가은암산성, 서측으로 백제의 가혜성(加兮城)이 포진하였다.
- 중계탑에서 남서쪽으로 가은산(561.7m)은 천혜의 자연성곽에 토축과 보루가 있고, 성안에 수원이 풍부하다.
- 가은산 최고봉에서 청풍호 방면으로 채운봉이 변천한 둥지봉(412.7m)에 석축의 보루에서 남쪽으로 장회나루가 조망된다.
- 둥지봉에서 동측이 연이은 현학봉(373m)과 오로봉(322.2m)은 이황이 지은 이름으로 이지함이 오로봉에서 가학선을 탄 것으로 전한다.
- 중계탑에서 남남동쪽으로 약 2.3km 지점 단양의 지경에 말목산(720m)이 있으며, 서쪽으로 마주하는 가은암산(580m)이 구담봉과 마주한다.
- 태백산맥이 분기하여 단양 소백산(1427m)은 남서쪽으로 죽령(700m)의 안부에 이르기까지 도경계로 동벽을 이루고, 죽령에서 서쪽으로 회절하면서 제천의 남벽을 형성하면서 단양과 문경의 접경지대로 주능선에서 북쪽으로 지맥이 분기하여 봉우리가 솟고 계곡을 형성하여 청풍호에 유입된다.
- 제천과 단양의 충북과 경북의 문경과 경계를 이룬 모녀현(651.6m)에서 북북동쪽으로 1.6km 지점에 사작치(四作峙, 660m)는 단양, 청풍, 문경, 충주로 통하는 길목으로 모녀현과 사작치는 죽령에 버금가는 교통로이다.
- 모녀현에서 북쪽으로 향하여 동측은 단양, 서측은 제천의 접경지역의 주능선을 따라서 약 7.2km 지점에 계란재(230m)에 36호선 국도는 옛 죽령대로로 충주-단양-청풍으로 통했었다.
- 모녀현에서 주능선을 타지 않고 도기리에서 느리티(430m), 수곡리 떡국재(280m), 계란리의 사발재(330.5m)를 넘어 계란재로 통한다.
- 계란재에서 북동쪽으로 등산로를 따라서 약 1.1km 지점의 374봉의 분기점으로 북북서쪽으로 청풍호반에 옥순봉(275.2m)은 죽순의 석봉은 연화를 연상한다.
- 옥순봉에서 북향으로 청풍호 건너 가혜성이 포진한 가은산을 대하고, 북서쪽으로 8.5km 지점에 평등산이 한 눈에 조망되며, 남동쪽으로 구담봉의 기암괴석이 솟구쳤다. 374봉에서 동쪽으로 약 550m 지점에 구담봉(343.2m)의 최고봉에는 거북바위가 있다.
- 구담봉에서 동쪽으로 청풍호 건너 가은암산에 석축의 산성이 관망되며, 남동쪽으로 청풍호 유람선의 장회나루가 보인다.
- 충주댐 수몰전 장회탄의 강물이 곡류를 이루던 곳은 호수를 이루며 옥순봉, 구담봉, 가은산 등지의 비경을 선상에서 감상하는 유람선이 운행한다.
- 모녀현에서 발원한 성천은 북서쪽으로 흐르는 냇길을 따라서 약 5.2km 지점에 선고리 배재(395m)를 넘어 북쪽으로 수곡리 벌미재(240m)와 적곡리 가마티(釜峙, 288.9m)를 넘어 두무산(474m)으로 이어진다.
- 두무산에서 동쪽으로 수산면  괴곡리와 옥순봉은 직선거리로 약 3.2km의 지척에서 조망되는 자연망대로 괴곡리로 향하는 능선에는 석축은 괴곡성(槐谷城)의 구간으로 청풍호반에 괴곡성벽길이 조성되었다.
- 가마티에서 북서쪽으로 약 2.5km 지점에 백야산(白夜山)이 변천한 야미산(527.3m)은 일명 배미산, 백미산, 배모산으로 불리는 산은 수산면소재지에서 서쪽으로 약 1.3km에 웅거한 야미산에서 발원한 수산천은 동쪽으로 흘러 청풍호에 합수한다.
- 백야산(白夜山)에서 북북서쪽으로 약 336m 지점에 597호선 국도가 관통하는 고갯길에 찬샘이 솟았던 고개인 한정현(寒井峴)이 변천한 하넘을재(220m)는 고명리로 통한다.
- 하넘을재에서 남동쪽으로 오티리 방면으로 약 430m 지점에 청풍김씨의 시조묘 능촌(陵村) 방면으로 백치(白峙)가 변천한 흰티재(250m)는 청풍의 관로로 율지리, 실리곡리, 도리, 물태리를 지나 읍리로 통했다.
- 흰티재에서 북동쪽으로 실리곡리에서 도전리로 넘어가는 육판재(260m)는 육조판서가 청풍김씨 시조의 실묘(失墓)를 찾으려고 넘었다는 고개로 전한다.
- 하넘을재에서 597호선 도로를 따라 단리 방변으로 약 4.5km 지점에 봉화를 올렸던 단령봉수(355.3m)에서 남남서쪽으로 오치봉수와 북북서쪽으로 비봉산봉수와 통하며, 북동쪽으로 청풍호 건너 저성과 마주한다.
- 단령봉수에서 북동쪽으로 황새봉(380m)이 청풍호 건너 도화리와 마주한다.
- 충주댐 수몰전에 황새봉에서 북동쪽으로 강변길은 물태리 통행한 입치(笠峙)가 변천한 갓고개(195m)를 넘어 청풍읍내로 통행하였다.
- 황새봉에서 북쪽으로 직선거리 약 1.8km 지점에 평등산(平登山)은 일제강점기 망월산(336m)으로 왜곡되었다.
- 평등산에서 북북서쪽으로 청풍문화재단지에 사열이산·성열산은 조선시대 성황산과 성산으로 일제강점기 망월산성(237.2m)으로 명명한 성곽은 김유신 장군이 백제의 7성을 공취한 성열성(省熱城)이다.
- 성읍국가시대 성열현에서 출생한 악성 우륵(于勒)은 탄생한 읍성이며, 청풍면 물태리 방면으로  옥녀탄금형(玉女彈琴形)으로 일컫는다.
- 성열산에서 남남서쪽으로 신리의 동구는 고무재(180m)로 597호선 도로가 지나간다.
- 고무재에서 북서쪽으로 비봉산 방면으로 청풍명월로를 따라서 약 1.3km 정도 돌아서 비봉산을 일주하는 삼거리에 신리 본동이 소재한다.
- 신리에서 서쪽으로 비봉산의 동사면에 산봉우리는 취산(鷲山)은 봉황이 알을 품은 듯한 형상으로 알봉(317m)으로 불린다.
- 성열산에서 북서쪽으로 직선거리로 약 1.3km 지점에 인지산(因地山)이 변천한 남산(168m)이 청풍호변에 작은 봉우리가 솟았다.
- 성열산에서 서쪽으로 우뚝 솟은 비봉산(531m)은 봉황포란형국(鳳凰抱卵形局)으로 8명당이 전하는 영산으로 산정에 봉수와 보루가 있었으며, 1914년 비봉면이 되었고, 청풍팔경의 하나로 비봉낙조(飛鳳落照)이다.
- 백두대간의 문수봉과 모녀현에서 발원하여 북서쪽으로 흐르는 성천의 냇가에 도로를 따라서 약 12km 지점에 신현리 3거리에서 동북동쪽에 유덕산(482m)은 동쪽으로 아미산과 남서쪽으로 다랑산과 마주한다.
- 유덕산에서 북북서쪽으로 능선을 따라 약 1.3km 지점에 오현(吾峴)이 변천한 봉화재(330m) 3거리는 남쪽으로 덕산면 신현리, 동쪽으로 수산면 오티리, 서쪽으로 한수면 덕곡리의 분기점으로 충주댐 수몰전 단양-충주간 완행버스가 통행한 교통의 요충지였었다.
- 봉화재에서 북쪽으로 약 400m 지점에 오현봉수가 변천한 오치봉수(426m)는 서쪽으로 충주 심항산봉수와 동쪽으로  단양 소이산봉수와 통하고 오치봉수에서 발원한 고명천은 북쪽으로 흘러 청풍호에 유입된다.
- 오치봉수에서 북서쪽으로 능선을 따라 약 2.4km 지점에 응봉봉수(425.2m)는 좌우로 관측이 용이하며, 남남서쪽으로 금곡산(金谷山)에 금현성(金峴城)과 마주한다.
- 응봉봉수에서 동북동쪽으로 약 200m 지점에 응봉(鷹峰)이 변천한 매봉(422.2m)에서 서남서향으로 능선을 따라 약 800m 지점에 한수면 덕곡리와 청풍면 연론리로 통행하던 서곡령(鋤谷嶺)이 변천한 호미실고개(307.5m)에서 북서향으로 급경사의 봉우리를 지나서 안부까지 약 1.4km 지점에 경심령(372.5m)은 청풍에서 충주로 통하던 경심령관로의 유적이 있다.
- 경심령에서 서쪽으로 약 270m 지점에 솟은 떡갈봉(518.5m)에서 북서쪽으로 120m 지점의 안부에 가라현(481.9m)이 있고, 가라현에서 북서쪽으로 수리봉(524.2m)이 솟은 연봉의 사이에 가라현에서 북동쪽으로 경심령성이 있다.
- 수리봉에서 북서쪽으로 약 320m 지점에 관봉(529.6m)의 지맥은 북쪽을 향하여 청풍호변에 엄성천(140m)이 호수에 일부 잠기면서 지맥을 다한다.
- 오현이 변천한 봉화재에서 서남서쪽으로 뻗친 능선에서 북측으로 한수면 덕곡리와 남측으로 덕산면 신현리로 분기하며, 봉화재에서 직선거리로 약 2.4km 지점에 곡현(曲峴)이 변천한 반장치(半長峙)와 꼬부랑재(354m)에 이르러 성천이 남쪽으로 금곡산과 다랑산 사이의 협곡으로 곡류한다.
- 꼬부랑재에서 동쪽으로 약 200m 지점에 금곡산(金谷山)은 청풍군 서쪽 20리에 있다.[31]라는 금곡산에 웅거한 금현성(金峴城)의 동측이다.
- 금곡산[32]에 지맥과 산명을 도식했으며, 덕산면 도전리 살패(殺敗)의 금곡(金谷)[33]의 하구에 지금의 고산사가 있는 북형산 또는 와룡산이 금곡산이다.
- 금곡산은 쇠를 캐낸 산명으로 대곡치(大谷峙)에서 북쪽으로 약 970m 지점에 갈미봉(338.2m)으로 이어진 쇠시리재(390m)는 덕곡리에서 탄지리로 통하면서 금현성의 능선으로 이어진다.
- 꼬부랑재에서 북북서방향으로 직선거리 930m 지점에 쇠시리재가 있으며, 남쪽으로 직선거리 약 1.5km 지점에 금곡산(456.7m)의 정상이다.
- 금곡산에서 남쪽으로 월악산 영봉이 우뚝 솟고, 금곡산의 남쪽으로 산기슭에 문수봉에서 발원한 광천과 모녀현에서 발원한 성천이 합수하여 서쪽으로 곡류하여 청풍호수로 유입되는 천험의 요새이다.
- 쇠시리재에서 서쪽으로 능선을 따라 약 3.4km 지점에 등곡산(589m)은 북쪽으로 청풍호에 잠긴 옛 한수면의 위치를 가장 잘 조망된다.
- 등곡산에서 서북서쪽으로 황학사에서 유래한 황학산(449.7m)에서 남서쪽으로 약 620m 지점에 장자봉(400m)은 북노리의 영화를 굽어보며 굽이돌아 중현이 변천한 중치재(240m)는 사람의 발길이 끊겼다.
- 백두대간의 모녀현에서 남남서쪽으로 약 400m 지점에 석이봉(807.5m)이며, 석이봉에서 서남서쪽으로 약 512m 지점에 826봉부터 남쪽으로 주능선을 따라 약 2.4km 지점에 두리재(865m)에 이르러 북북서쪽으로 협곡은 모녀재와 성천의 발원지이다.
- 두리재에서 서북서쪽으로 약 490m 지점에 큰두리봉(1082.5m)에서 서쪽으로 회절하여 주능선을 따라 약 1.1km 지점에 제천과 문경의 접경지역에 최고봉인 문수봉(1161.5m)이 솟았다.
- 문수봉에서 북북서쪽으로 지맥이 뻗은 다랑산까지 직선거리로 약 10.8km로 능선에서 동측으로 성천과 서측으로 광천을 거느린다.
- 문수봉에서 북서쪽으로 약 1.4km 지점에 오두현재(843.5m)에서 동쪽으로 도기리와 서쪽으로 억수리 용하수로 통한다.
- 오두현재에서 북북서쪽으로 약 1.1km 지점에 응두봉(鷹頭幕)이 변천한 매두막(1115m)은 정상부가 평지여서 막사를 지을 수 있다.
- 매두막에서 서북서쪽으로 약 2.8km 지점에 하설산(1027.7m)은 한 여름에도 눈이 녹지 않은 곳으로 일명 하운산(1025m)으로 불린다.
- 하운산에서 북북서쪽으로 약 1.7km 지점에 어래산(816.5m)은 임금이 왕림한 산으로 전하는 산정에서 서북서쪽으로 약 3.3km 지점에 달돋이봉(542m)이 있다.
- 어래산에서 북서쪽으로 약 4.9km 지점에 다랑산(591.2m)은 문수봉의 마지막 지맥의 봉우리로 성천이 북쪽으로 휘감아 서쪽에서 광천과 합수한다.
- 백두대간의 문수봉에서 서쪽으로 약 4.1km 지점에 대미산(黛眉山)이 변천한 대미산(帶美山) 또는 대미산(大美山, 1115.1m)에서 북서쪽으로 광천의 발원지로 문경과 제천의 명산으로 손꼽는다.
- 대미산에서 서쪽으로 약 1.5km 지점에 불억(佛億)이 변천한 부리기재(860m)로 제천 억수리와 문경 중평리로 통행한 지름길이었다.
- 부리기재에서 서쪽으로 주능선에 1034봉에서 서쪽으로 용하구곡에 꾀꼬리봉(655.4m)이 솟았다. 1034봉에서 주능선을 따라 2.6km 지점에 꼭두바위봉(844m)에서 다시 북서쪽으로 약 3km 지점에 마골치(850m)는 문경, 충주, 제천의 접경지역이다.
- 마골치에서 북북동쪽으로 약 1.1km 지점에 메밀봉(840m)은 북쪽으로 협곡에 수문폭포가 있다.
- 메밀봉에서 남서쪽으로 충주와 문경의 접경에 포암산(961.7m)과 하늘재(520m)가 자리한다.
- 마골치에서 서북서쪽으로 약 2km 지점에 만수봉(983.2m)은 서쪽으로 약 620m 지점에 용암봉(892m)에서 남서향에 토현(300m)으로 이어진다.
- 만수봉에서 북동쪽으로 약 2.6km 지점에 시루봉(774.8m)은 동쪽으로 병풍폭포로 향한다.
- 만수봉에서 북북서쪽으로 주능선을 따라 약 1.2km 지점에 덕주봉(893m)은 북서향으로 덕주골에 덕주사가 가장 잘 보인다.
- 만수봉에서 북북서쪽으로 주능선을 따라서 최고봉인 월악산 영봉 (1,092m)은 월형산(月兄山)[34]으로 불렸으며 일명 소축산(小祝山)으로 일컬었다.
- 월악산 영봉에서 서측으로 덕주골에 물줄기는 달천 또는 송계계곡에 합수하여 서류하고, 동측으로 광천과 성천이 합수한 하천은 한수면 복평리에서 청풍호에 유입된다.
- 월악산 영봉에서 북서쪽은 약 200m 지점에 있는 중봉(1007.5m)은 일명 족두리봉에서 다시 북서쪽으로 600m 지점에 하봉(1,003.5m)의 기암이 솟았다.
- 백두대간의 주능선인 마골치에서 남서쪽으로 포암산(961.7m), 하늘재(540m)의 안부로 이어져 다시 남서쪽으로 탄항산(856m), 부봉(921m)을 지나 다시 북쪽으로 동암문(720m)을 거쳐 주능선을 따라 북암문(714.6m)에 이르러 북쪽으로 약 500m 지점에 597호선 도로에 지금의 지릅재(520m)가 계립령(鷄立嶺)이다.
- 지릅재에서 북서쪽으로 약 2.3km 지점에 북바위산(772.1m)이 송림과 석봉이 운치를 자아낸다.
- 북바위산에서 북서쪽으로 약 2.4km 지점에 꼬부랑재(680m)에서 북북동쪽으로 약 380m 지점에 망대봉(731.8m)은 일명 까치봉으로 부른다. 망대봉에서 북동쪽으로 비지재(713.8m)를 지나 북동쪽으로 약 1.4km 지점에 수리봉(761.3m)이 솟았다.
- 비지재에서 동쪽으로 약 2.7km 지점에 말뫼산(687.3m)은 용마산으로 동쪽으로 송계계곡의 덕주골을 향하여 용마가 응시하는 형상이다.

## 제천지역에 분포한 산과 고개의 일람표
- 국립지리원의 지형도에 표기한 삼각점을 ▲으로 표기했다.[35]

| 순위 | 구역         | 위치           | 옛 산명                                          | 현재 산명                | 해발      |
| ---- | ------------ | -------------- | ------------------------------------------------ | ------------------------ | --------- |
| 1    | 감암산구역   | 황둔-명암      | 감암산(紺巖山)                                   | 감악봉 : 감악산          | 885.9m    |
| 2    | 감암산구역   | 신림-명암      |                                                  | 천삼산(天參山)           | 818.4m    |
| 3    | 감암산구역   | 명암-학산      | 사치(斜峙) 횡치(橫峙)                            | 비끼재                   | 400m      |
| 4    | 감암산구역   | 팔송-명암      | 봉황산(鳳凰山)                                   | 봉황산                   | 510.3m    |
| 5    | 감암산구역   | 주포-장평      | 복해현(伏蟹峴)                                   | 주포고개                 | 255m      |
| 6    | 감암산구역   | 명암-왕암      |                                                  | 쇠경재                   | 375m      |
| 7    | 감암산구역   | 황둔-명암      | 석기암(石機峰)                                   | 석기암                   | 905.7m    |
| 8    | 감암산구역   | 모산-명암      | 지치(池峙)                                       | 못재 : 오미재            | 685m      |
| 9    | 감암산구역   | 모산-명암      | 직치(稷峙)                                       | 피재                     | 532m      |
| 10   | 용두산구역   | 모산-포전      | 용두산(龍頭山)                                   | 용두산                   | ▲871m     |
| 11   | 용두산구역   | 송한-모산      |                                                  | 송한재                   | 710m      |
| 12   | 용두산구역   | 신월-모산      |                                                  | 까치봉 : 깔닥봉          | ▲624.3m   |
| 13   | 용두산구역   | 신월-모산      |                                                  | 솔봉                     | 731m      |
| 14   | 용두산구역   | 신월-명암      |                                                  | 백곡산(百谷山)           | 763.9m    |
| 15   | 용두산구역   | 명암           |                                                  | 삿갓봉                   | 625m      |
| 16   | 용두산구역   | 명암           |                                                  | 매봉                     | 604m      |
| 17   | 용두산구역   | 명암           |                                                  | 봉수대                   | 604m      |
| 18   | 용두산구역   | 신월           |                                                  | 돌멩이산                 | ▲331.3m   |
| 19   | 용두산구역   | 모산           |                                                  | 우륵봉(于勒峰)           | 424.5m    |
| 20   | 용두산구역   | 모산           | 이섭산(履屧山)                                   | 신털이봉                 | 345m      |
| 21   | 용두산구역   | 청전           | 절미산(節美山)                                   | 절미산                   | 322.1m    |
| 22   | 용두산구역   | 청전           | 일성봉(一星峰)                                   | 독송정                   | 271.8m    |
| 23   | 용두산구역   | 청전           | 이성봉(二星峰)                                   | 연소봉                   | 286m      |
| 24   | 용두산구역   | 청전           | 삼성봉(三星峰)                                   | 성봉                     | 280.8m    |
| 25   | 용두산구역   | 청전           | 사성봉(四星峰)                                   | 요미봉                   | 287m      |
| 26   | 용두산구역   | 중앙           | 오성봉(五星峰)                                   | 자미봉                   | 274m      |
| 27   | 용두산구역   | 중앙           | 육성봉(六星峰)                                   | 아후봉                   | 266m      |
| 28   | 용두산구역   | 화산           | 칠남산(七南山)                                   | 정봉산 : 남산            | 276m      |
| 29   | 용두산구역   | 교동-청전      | 마산(馬山) : 성황당산                            | 애뒤산                   | ▲325.7m   |
| 30   | 용두산구역   | 동현-교동      | 독송봉(獨松峰)                                   | 독순봉                   | 310.4m    |
| 31   | 용두산구역   | 남천-동현      | 벌을산(伐乙山)                                   | 수도산(寺山)             | 283m      |
| 32   | 용두산구역   | 하소-왕암      | 응봉(鷹峯)                                       | 응봉                     | 404m      |
| 33   | 용두산구역   | 도화-고암      | 이치(梨峙)                                       | 배재                     | 275m      |
| 34   | 용두산구역   | 고암-흑석      | 사국산(柶局山)                                   | 윷판산                   | ▲384.7m   |
| 35   | 용두산구역   | 흑석-장락      |                                                  | 솔치고개                 | 300m      |
| 36   | 용두산구역   | 장락           | 두고산(頭高山)                                   | 두구메산                 | 307m      |
| 37   | 용두산구역   | 포전-송한      | 여헐치(汝歇峙)                                   | 여헐치                   | 400m      |
| 38   | 용두산구역   | 송한-금마      |                                                  | 미고개                   | 340m      |
| 39   | 송학산구역   | 송한-금마      | 송한산(松寒山) : 청룡산(靑龍山)                  | 청룡산                   | ▲574.6m   |
| 40   | 송학산구역   | 용석-시곡      | 대덕산(大德山) : 소악산(小岳山) : 송학산(松鶴山) | 송학산                   | ▲819.1m   |
| 41   | 송학산구역   | 용석-입석      | 사기현(砂器峴)                                   | 사슬치                   | 320m      |
| 42   | 송학산구역   | 신천-장곡      | 객미산(客味山)                                   | 솔미산                   | 380m      |
| 43   | 송학산구역   | 장곡-쌍룡      |                                                  | 골미산                   | 490m      |
| 44   | 송학산구역   | 시곡-토교      | 유현(楡峴)                                       | 느릅재                   | 320m      |
| 45   | 송학산구역   | 시곡-토교      |                                                  | 이현(梨峴)               | 420m      |
| 46   | 송학산구역   | 무도-토교      |                                                  | 무등산(無謄山)           | 619.5m    |
| 47   | 송학산구역   | 무도-토교      | 왕박산(王朴山)                                   | 왕박산                   | 587.5m    |
| 48   | 송학산구역   | 흑석-토교      | 조올치(曺兀峙) : 조을치(助乙峙)                  | 조릿재 : 조올치          | 450m      |
| 49   | 가창산구역   | 두학-자작      | 오작산(烏鵲山) : 가창산(歌唱山)                  | 가창산                   | 810m      |
| 50   | 가창산구역   | 자작           | 부곡산(釜谷山)                                   | 부곡산                   | 545m      |
| 51   | 가창산구역   | 자작-연곡      | 석치(石峙)                                       | 중치(中峙)               | 500m      |
| 52   | 가창산구역   | 자작-고양      |                                                  | 갑산(甲山)               | ▲776.7m   |
| 53   | 가창산구역   | 대랑-금산      | 호명산(虎鳴山)                                   | 호명산                   | ▲475m     |
| 54   | 가창산구역   | 대장-동막      | 대장산(大壯山) : 구진산(句陳山)                  | 구진산                   | 483m      |
| 55   | 가창산구역   | 대장-양화      | 안현(鞍峴)                                       | 다라골                   | 350m      |
| 56   | 제비랑산구역 | 강제-명지      | 선녀봉(仙女峰)                                   | 옥녀산 : 옥녀봉          | 406m      |
| 57   | 제비랑산구역 | 강제-명지      | 말응달산(末應達山) : 성산(城山)                  | 성산 : 퇴미산            | ▲426.7m   |
| 58   | 제비랑산구역 | 월림-산곡      | 한치(汗峙) : 대치(大峙)                          | 한티재                   | 300m      |
| 59   | 제비랑산구역 | 산곡-월림      | 삼조산(三條山)                                   | 삼조산                   | ▲490.4m   |
| 60   | 제비랑산구역 | 삼거리-월림    | 두모곡산(豆毛谷山)                               | 두무산                   | 478m      |
| 61   | 제비랑산구역 | 월림           | 월림산(月林山)                                   | 월림뒷산                 | 397m      |
| 62   | 제비랑산구역 | 월림-삼거리    |                                                  | 산지재                   | 300m      |
| 63   | 제비랑산구역 | 사곡-삼거리    | 송치(松峙)                                       | 사창고개                 | 350m      |
| 64   | 제비랑산구역 | 장평-삼거리    | 제비랑산(齊非郎山) : 성묵산(城墨山)              | 제비랑산 : 형제봉        | ▲502.2m   |
| 65   | 백운산구역   | 금대-덕동      | 백운산(白雲山)                                   | 백운산                   | ▲1087.1m  |
| 66   | 백운산구역   | 매지-덕동      |                                                  | 오두봉(烏頭峰)           | ▲964.6m   |
| 67   | 백운산구역   | 매지-덕동      | 오두치(鳥頭峙)                                   | 오두재                   | 710m      |
| 68   | 백운산구역   | 덕동-운남      | 불영대산(佛影臺山)                               | 십자봉 : 촉새봉          | ▲984.8m   |
| 69   | 백운산구역   | 덕동-운남      |                                                  | 배재                     | 970m      |
| 70   | 백운산구역   | 화당-덕동      | 갈문산(葛文山 : 乫文山) : 가질문산(加叱文山) :   | 삼봉산(三峰山)           | ▲909m     |
| 71   | 백운산구역   | 화당-운남      | 배치(拜峙) : 이치(梨峙) : 이현(梨峴)             | 배재                     | 490m      |
| 72   | 백운산구역   | 화당           |                                                  | 용마산                   | 380m      |
| 73   | 백운산구역   | 운남-유봉-화당 |                                                  | 옥녀봉                   | 700m      |
| 74   | 백운산구역   | 유봉-화당      |                                                  | 시루봉                   | 696m      |
| 75   | 천등산구역   | 화당-가춘      |                                                  | 비디재                   | 680m      |
| 76   | 천등산구역   | 화당-가춘      |                                                  | 강승갱이재               | 600m      |
| 77   | 천등산구역   | 원월-송강      |                                                  | 공재고개                 | 580m      |
| 78   | 천등산구역   | 원월-송강      |                                                  | 오청산(五靑山)           | 652m      |
| 79   | 천등산구역   | 원월-송강      |                                                  | 말목재                   | 525m      |
| 80   | 천등산구역   | 원월           |                                                  | 매봉                     | 448.4m    |
| 81   | 천등산구역   | 원월           |                                                  | 매봉재                   | 429m      |
| 82   | 천등산구역   | 원월-송강      |                                                  | 다릿재                   | 374m      |
| 83   | 천등산구역   | 원월-명서-석천 | 천등산(天燈山 : 天登山) : 천정산(天灯山)         | 천등산                   | ▲807.1m   |
| 84   | 천등산구역   | 명서-손동      |                                                  | 인등산(人登山)           | ▲666m     |
| 85   | 천등산구역   | 조동           |                                                  | 지등산(地登山)           | ▲534.6m   |
| 86   | 천등산구역   | 서운-화암      | 주봉산(珠峰山)                                   | 주봉산                   | ▲640.7m   |
| 87   | 천등산구역   | 서운           | 취봉(鷲峰)                                       | 고봉(高峰)               | 459m      |
| 88   | 천등산구역   | 서운           | 취봉치(鷲峰峙)                                   | 수리재                   | 376m      |
| 89   | 천등산구역   | 명오           |                                                  | 수월암(水月菴)           | 300m      |
| 90   | 천등산구역   | 명오           | 죽방치(竹方峙) : 죽방현(竹方峴)                  | 죽방재                   | 150m      |
| 91   | 천등산구역   | 함암           | 배오개현(倍五介峴)                               | 배오개재                 | 150m      |
| 92   | 구학산구역   | 운학           |                                                  | 백운산(白雲山)           | 845m      |
| 93   | 구학산구역   | 운학           |                                                  | 한해재                   | 725m      |
| 94   | 구학산구역   | 운학-금대      |                                                  | 회론재                   | 740m      |
| 95   | 구학산구역   | 운학-금대      |                                                  | 피맥재                   | 750m      |
| 96   | 구학산구역   | 금창-운학      | 구륵산(九勒山)                                   | 벼락바위봉               | ▲937.6m   |
| 97   | 구학산구역   | 운학-구학      | 구록치(求祿峙)                                   | 구력재                   | 495m      |
| 98   | 구학산구역   | 화당-덕동      |                                                  | 구학산                   | 455.2m    |
| 99   | 구학산구역   | 화당           |                                                  | 화산봉                   | 471.5m    |
| 100  | 구학산구역   | 화당           |                                                  | 두루봉                   | 332m      |
| 101  | 구학산구역   | 화당-도곡      | 관암산(冠岩山)                                   | 관암산                   | 518.5m    |
| 102  | 구학산구역   | 운학           |                                                  | 만두재                   | 480m      |
| 103  | 구학산구역   | 구학-방학-옥전 | 구학산(九鶴山)                                   | 구학산                   | 983.4m    |
| 104  | 구학산구역   | 구학-옥전      | 공작산(孔雀山)                                   | 담바위봉                 | 700m      |
| 105  | 구학산구역   | 옥전-방학      | 주유산(舟遊山)                                   | 주론산 : 배론산 : 주유산 | ▲902.7m   |
| 106  | 구학산구역   | 구학-방학      |                                                  | 팔왕재                   | 720m      |
| 107  | 구학산구역   | 옥전-방학      |                                                  | 마당재                   | 800m      |
| 108  | 박달산구역   | 평동-원박-모정 | 박달산(朴達山)                                   | 박달산                   | 621.3m    |
| 109  | 박달산구역   | 공전-모정      | 시랑산(侍郞山)                                   | 시랑산                   | ▲691m     |
| 110  | 박달산구역   | 원박-평동      | 박달령(朴達嶺)                                   | 박달재                   | 450m      |
| 111  | 박달산구역   | 연박           |                                                  | 다랑고개                 | 260m      |
| 112  | 박달산구역   | 원박           | 덕령산(德嶺山) : 외달치(外達峙)                  | 덕고개                   | 270m      |
| 113  | 박달산구역   | 원박           |                                                  | 원고개                   | 260m      |
| 114  | 박달산구역   | 원박           |                                                  | 승지고개                 | 250m      |
| 115  | 박달산구역   | 원박-공전      |                                                  | 삼성고개                 | 250m      |
| 116  | 박달산구역   | 애련-공전      |                                                  | 마두산(馬頭山)           | ▲417.9m   |
| 117  | 박달산구역   | 애련-공전      | 대치(大峙)                                       | 한치                     | 375m      |
| 118  | 박달산구역   | 애련-공전      |                                                  | 윗자구니재               | 300m      |
| 119  | 박달산구역   | 애련-공전      |                                                  | 아래자구니재             | 250m      |
| 120  | 박달산구역   | 공전           |                                                  | 뱀고개                   | 230m      |
| 121  | 대덕산구역   | 굴탄-명암      | 대덕산(大德山)                                   | 대덕산                   | 572m      |
| 122  | 대덕산구역   | 구곡           | 자지산(紫芝山)                                   | 자주봉                   | 327.6m    |
| 123  | 대덕산구역   | 구곡           |                                                  | 옥녀봉(玉女峰)           | ▲367.1m   |
| 124  | 대덕산구역   | 구곡           |                                                  | 향우동산                 | 212.5m    |
| 125  | 대덕산구역   | 연박           |                                                  | 왕박산(王朴山)           | 315.8m    |
| 126  | 대덕산구역   | 연박           |                                                  | 새둑고개                 | 275m      |
| 127  | 국사봉구역   | 활산-장선-구곡 | 국사봉(國思峰 : 國師峰)                          | 국사봉                   | 632.3m    |
| 128  | 국사봉구역   | 장선-석천      | 장선산(長善山)                                   | 마미산(馬尾山            | ▲600.8m   |
| 129  | 국사봉구역   | 장선           |                                                  | 병산(屛山)               | 411m      |
| 130  | 국사봉구역   | 장선-명서      | 장선치(長善峙) : 월령(月嶺)                      | 달랑고개                 | 265m      |
| 131  | 국사봉구역   | 명서-하천      | 부산(婦山) : 면위산(免危山)                      | 부산                     | 780.4m    |
| 132  | 국사봉구역   | 사오-단돈      |                                                  | 말고개                   | 145m      |
| 133  | 국사봉구역   | 사오-단돈      | 증봉(甑峰)                                       | 시루봉                   | 226.1m    |
| 134  | 국사봉구역   | 방흥           |                                                  | 삼성산                   | 278.2m    |
| 135  | 국사봉구역   | 오산           | 태봉(胎封)                                       | 안태봉                   | 215.1m    |
| 136  | 국사봉구역   | 활산-마곡      |                                                  | 자장산(慈裝山)           | 450.1m    |
| 137  | 국사봉구역   | 활산           |                                                  | 오봉산(五鳳山)           | 500m      |
| 138  | 국사봉구역   | 활산-후산      | 전산(箭山) : 수름산(壽廩山)                      | 수름산                   | ▲552.8m   |
| 139  | 국사봉구역   | 활산-월굴      | 당고현(當高峴)                                   | 땅고개                   | 295m      |
| 140  | 국사봉구역   | 후산-사오      | 공치(貢峙)                                       | 밧치재                   | 195m      |
| 141  | 국사봉구역   | 황석-단돈      | 성치산(城峙山)                                   | 성치산                   | ▲345.9m   |
| 142  | 국사봉구역   | 황석           | 응봉(鷹峰)                                       | 매봉                     | 439m      |
| 143  | 국사봉구역   | 황석           | 대등산(大登山)                                   | 대등산 : 큰등            | 478.5m    |
| 144  | 국사봉구역   | 황석           | 삼방산(三方山) : 대덕산(大德山)                  | 삼방산                   | 476m      |
| 145  | 국사봉구역   | 월굴-성내-황석 |                                                  | 대덕산                   | 569.5m    |
| 146  | 국사봉구역   | 황석           |                                                  | 퇴미산                   | 190.7m    |
| 147  | 금수산구역   | 상원곡-포전    | 장치산(場峙山)                                   | 마당재산                 | ▲661.2m   |
| 148  | 금수산구역   | 상원곡-포전    | 결매령(結梅嶺)                                   | 결매령                   | 418.5m    |
| 149  | 금수산구역   | 월굴-중전      | 당두산(堂頭山)                                   | 당두산                   | ▲496.9m   |
| 150  | 금수산구역   | 월굴           |                                                  | 금월봉(錦月峰)           | 189.5m    |
| 151  | 금수산구역   | 하원곡-포전    | 작성산(鵲城山)                                   | 작성산                   | 845.5m    |
| 152  | 금수산구역   | 성내-하원곡    | 조항치(鳥項峙)                                   | 새목재                   | 678m      |
| 153  | 금수산구역   | 학현-상원곡    | 무암산(茂巖山) : 동산(東山)                      | 동산                     | ▲896.2m   |
| 154  | 금수산구역   | 성내-학현      |                                                  | 중봉                     | 885.6m    |
| 155  | 금수산구역   | 성내-학현      | 성고(星皐)                                       | 성봉                     | 825m      |
| 156  | 금수산구역   | 학현           |                                                  | 중고개                   | 500m      |
| 157  | 금수산구역   | 학현           | 사현(砂峴)                                       | 모래고개                 | 450m      |
| 158  | 금수산구역   | 학현-교리      |                                                  | 작은동산                 | 545m      |
| 159  | 금수산구역   | 교리           | 취봉(鷲峰)                                       | 외솔봉                   | 481.6m    |
| 160  | 금수산구역   | 교리-학현      |                                                  | 오음봉(五音峰)           | 361m      |
| 161  | 금수산구역   | 교리-북진      | 병산(屛山) : 병풍산(屛風山) : 금병산(錦屛山)     | 금병산                   | 171.2m    |
| 162  | 금수산구역   | 학현-도화      | 영아치(嬰兒峙)                                   | 영아치                   | 275m      |
| 163  | 금수산구역   | 도화-학현      | 저성산(猪城山)                                   | 저성산                   | 333.3m    |
| 164  | 금수산구역   | 도화           | 쌍암산(雙巖山)                                   | 쌍암산                   | 228m      |
| 165  | 금수산구역   | 소야-학현      | 학현(鶴峴)                                       | 학고개 : 갑오고개        | 530m      |
| 166  | 금수산구역   | 학현-능강      |                                                  | 신선봉                   | 845.3m    |
| 167  | 금수산구역   | 학현-능강      | 장암봉(掌巖峰)                                   | 학봉(鶴峰)               | 714m      |
| 168  | 금수산구역   | 학현-능강      | 저승봉                                           | 미인봉                   | 596m      |
| 169  | 금수산구역   | 학현-능강-도화 | 적속봉(積粟峰)                                   | 조가리봉                 | 579.2m    |
| 170  | 금수산구역   | 상천-능강      |                                                  | 망덕봉(望德峰)           | 926m      |
| 171  | 금수산구역   | 상리-상천      | 상악산(上岳山) : 금수산(錦繡山 : 錦綉山)         | 금수산                   | ▲1,015.8m |
| 172  | 금수산구역   | 상천-상리      |                                                  | 부처댕이봉               | 833m      |
| 173  | 금수산구역   | 상천-상리      |                                                  | 서피고개                 | 780m      |
| 174  | 금수산구역   | 상천-상리      |                                                  | 알봉                     | 796m      |
| 175  | 금수산구역   | 상천-하리      |                                                  | 중계탑                   | ▲801.5m   |
| 176  | 금수산구역   | 상천-성리      |                                                  | 가은산                   | 561.7m    |
| 177  | 금수산구역   | 상천-성리      | 채운봉(彩雲峰)                                   | 채운봉 : 둥지봉          | 412.7m    |
| 178  | 금수산구역   | 상천-성리      | 현학봉(玄鶴峰)                                   | 현학봉                   | 373m      |
| 179  | 금수산구역   | 상천-성리      | 오로봉(五老峰)                                   | 오로봉                   | 322.2m    |
| 180  | 금수산구역   | 성리-성곡리    | 가은암산(可隱巖山)                               | 가은암산 : 가은산        | 561m      |
| 181  | 옥순봉구역   | 도기-명정      | 모녀현(毛女峴) : 毛女峙(모녀치)                  | 모녀재                   | 651.6m    |
| 182  | 옥순봉구역   | 벌천-도기      |                                                  | 사작치(四作峙)           | 660m      |
| 183  | 옥순봉구역   | 도기           |                                                  | 느리티                   | 430m      |
| 184  | 옥순봉구역   | 수곡           |                                                  | 떡국재                   | 280m      |
| 185  | 옥순봉구역   | 계란           |                                                  | 사발재                   | 330.5m    |
| 186  | 옥순봉구역   | 두항-계란      | 계란치(鷄卵峙) : 계란현(鷄卵峴)                  | 계란재                   | 230m      |
| 187  | 옥순봉구역   | 괴곡-장회      | 구담(龜潭)                                       | 구담봉                   | 343.2m    |
| 188  | 옥순봉구역   | 괴곡           | 옥순봉(玉筍峯)                                   | 옥순봉                   | 275.2m    |
| 189  | 옥순봉구역   | 선고-수곡      | 이현(梨峴)                                       | 뱃재                     | 395m      |
| 190  | 옥순봉구역   | 수곡-적곡      |                                                  | 벌미재                   | 240m      |
| 191  | 옥순봉구역   | 적곡-내리      | 부현(釜峴)                                       | 부재                     | 288.9m    |
| 192  | 옥순봉구역   | 괴곡-다불      | 두무산(杜無山)                                   | 두무산                   | 474m      |
| 193  | 옥순봉구역   | 수산-성암-오치 | 白夜山:白也山:峨嵋山:夜味山                      | 야미산:배미산:배무산     | 527.3m    |
| 194  | 비봉산구역   | 오치-율지      | 백치(白峙)                                       | 흰티재                   | 250m      |
| 195  | 비봉산구역   | 오치-고명      | 한정현(寒井峴)                                   | 하넘을재 : 한천(寒泉)    | 220m      |
| 196  | 비봉산구역   | 실리곡-도전    |                                                  | 육판재                   | 260m      |
| 197  | 비봉산구역   | 단리           |                                                  | 단령봉수                 | 355.3m    |
| 198  | 비봉산구역   | 도리           | 황학봉(黃鶴峰)                                   | 황새봉                   | 380m      |
| 199  | 비봉산구역   | 물태-도리      | 입치(笠峙) : 관치(冠峙)                          | 갓고개                   | 195m      |
| 200  | 비봉산구역   | 물태-읍리-도리 | 평등산(平登山)                                   | 망월산(望月山) : 평등산  | ▲336m     |
| 201  | 비봉산구역   | 물태-읍리      | 省熱山:沙熱伊山:城隍山:城山                      | 성열산                   | 237.2m    |
| 202  | 비봉산구역   | 신리-물태      |                                                  | 고무재                   | 180m      |
| 203  | 비봉산구역   | 신리           | 취산(鷲山)                                       | 알봉                     | 317m      |
| 204  | 비봉산구역   | 연곡-신리-양평 | 비봉산(飛鳳山)                                   | 비봉산                   | 531m      |
| 205  | 비봉산구역   | 연곡           | 남산(南山) : 인지산(因地山)                      | 남산                     | 187.6m    |
| 206  | 금곡산구역   | 신현-덕곡      |                                                  | 유덕산                   | 482m      |
| 207  | 금곡산구역   | 오치-덕곡-신현 | 吾峴:吾峙:衣峙:烽火峙                            | 봉화재 : 봉우재          | 330m      |
| 208  | 금곡산구역   | 오치-덕곡-신현 | 吾峴烽燧:吾峙烽臺                                | 오치봉수                 | 426m      |
| 209  | 금곡산구역   | 고명-연론      | 응봉(鷹峰)                                       | 매봉                     | ▲422.2m   |
| 210  | 금곡산구역   | 연론-덕곡      | 서곡령(鋤谷嶺)                                   | 덕실고개 : 호미실고개    | 307.5m    |
| 211  | 금곡산구역   | 고명-연론      |                                                  | 응봉봉수                 | 425.2m    |
| 212  | 금곡산구역   | 연론-서창      | 경심령(驚心嶺)                                   | 경심령                   | 372.5m    |
| 213  | 금곡산구역   | 연론-서창      |                                                  | 떡갈봉                   | 518.5m    |
| 214  | 금곡산구역   | 연론-서창      | 가라현(加羅峴) : 가라치(加羅峙)                  | 가라현                   | 481.9m    |
| 215  | 금곡산구역   | 연론-서창      |                                                  | 수리봉                   | 524.2m    |
| 216  | 금곡산구역   | 연론-서창      |                                                  | 관봉(冠峰)               | ▲529.6m   |
| 217  | 금곡산구역   | 서창-양평      | 엄성천(嚴城遷)                                   | 엉성벼루                 | 140m      |
| 218  | 금곡산구역   | 신현           | 반장치(半長峙)                                   | 꼬부랑재(曲峴) : 고분재  | 354m      |
| 219  | 금곡산구역   | 덕곡-탄지      | 금곡치(金谷峙) : 대곡치(大谷峙)                  | 쇠시리재                 | 390m      |
| 220  | 금곡산구역   | 덕곡-서창      |                                                  | 갈미봉                   | 338.2m    |
| 221  | 금곡산구역   | 서창-북노-탄지 | 등곡산(嶝谷山)                                   | 등곡산                   | ▲589m     |
| 222  | 금곡산구역   | 한천-황강-서창 |                                                  | 황학산(黃鶴山)           | 449.7m    |
| 223  | 금곡산구역   | 북노           |                                                  | 장자봉                   | 400m      |
| 224  | 금곡산구역   | 북노-탄지      | 중현(仲峴)                                       | 중치재                   | 240m      |
| 225  | 문수봉구역   | 도기-명전      |                                                  | 석이봉                   | 807.5m    |
| 226  | 문수봉구역   | 도기-명전      |                                                  | 두리재                   | 865m      |
| 227  | 문수봉구역   | 도기-명전      |                                                  | 큰두리봉                 | 1082.5m   |
| 228  | 문수봉구역   | 도기-월악-명전 | 문수봉(文繡峰)                                   | 문수봉                   | ▲1161.5m  |
| 229  | 문수봉구역   | 억수-도기      | 오두현(梧斗峴)                                   | 오두현재                 | 843.5m    |
| 230  | 문수봉구역   | 도기-억수      | 응두봉(鷹頭幕)                                   | 매두막                   | ▲1,115m   |
| 231  | 문수봉구역   | 선고           | 하설산(夏雪山)                                   | 하설산                   | ▲1027.7m  |
| 232  | 문수봉구역   | 선고-억수      | 하운산(夏雲山)                                   | 하운산                   | 1025m     |
| 233  | 문수봉구역   | 선고-광천-도전 | 어래산(御來山)                                   | 어래산                   | 816.5m    |
| 234  | 문수봉구역   | 도전-금곡      |                                                  | 달돋이봉                 | 542m      |
| 235  | 문수봉구역   | 신현           | 다랑산(多朗山)                                   | 다랑산                   | 591.2m    |
| 236  | 월악산구역   | 월악-중평      | 黛眉山:帶美山:大美山                             | 대미산(大美山)           | 1115.1m   |
| 237  | 월악산구역   | 억수용하       |                                                  | 꾀꼬리봉                 | ▲655.4m   |
| 238  | 월악산구역   | 억수-중평      |                                                  | 부리기재                 | 860m      |
| 239  | 월악산구역   | 억수-관음      |                                                  | 꼭두바위봉               | 844m      |
| 240  | 월악산구역   | 월악-송계-관음 |                                                  | 마골치                   | ▲938.3m   |
| 241  | 월악산구역   | 억수           |                                                  | 메밀봉                   | 840m      |
| 242  | 월악산구역   | 송계-억수      |                                                  | 만수봉                   | 983.2m    |
| 243  | 월악산구역   | 송계-미륵      | 토현(土峴)                                       | 흙베루                   | 300m      |
| 244  | 월악산구역   | 송계           |                                                  | 용암봉                   | 892m      |
| 245  | 월악산구역   | 송계-억수      |                                                  | 메밀봉                   | 840m      |
| 246  | 월악산구역   | 월악-용하      |                                                  | 시루봉                   | 774.8m    |
| 247  | 월악산구역   | 송계           |                                                  | 덕주봉                   | 893m      |
| 248  | 월악산구역   | 월악-송계      | 月兄山:小祝山:月岳山                             | 월악산                   | 1,092m    |
| 249  | 월악산구역   | 월악-송계      | 중봉                                             | 족두리봉                 | 1007.5m   |
| 250  | 월악산구역   | 수산-월악-송계 |                                                  | 하봉                     | 1,003.5m  |
| 251  | 용마산구역   | 송계-사문      |                                                  | 북바위산                 | ▲772.1m   |
| 252  | 용마산구역   | 송계-사문      |                                                  | 꼬부랑재                 | 680m      |
| 253  | 용마산구역   | 송계-고운      |                                                  | 망대봉 : 까치봉          | ▲731.8m   |
| 254  | 용마산구역   | 송계-공이      |                                                  | 비지재                   | 713.8m    |
| 255  | 용마산구역   | 송계-공이      |                                                  | 수리봉                   | 761.3m    |
| 256  | 용마산구역   | 송계           |                                                  | 용마산 : 말뫼산          | ▲687.3m   |